# 毛蓼
毛蓼（学名：Polygonum barbatum），为蓼科蓼属下的一个植物种。

## 延伸阅读
[在维基数据编辑]
 《植物名實圖考·毛蓼》，出自吳其濬《植物名實圖考》